# The Tunnel (serie televisiva)
The Tunnel (nota con il titolo The Tunnel in lingua inglese e Tunnel in francese) è una serie crime di produzione britannica-francese, ispirata alla serie danese-svedese del 2011 The Bridge - La serie originale (in originale Bron / Broen). Ha debuttato il 16 ottobre 2013 sul canale inglese di Sky Atlantic UK e l'11 novembre 2013 su Canal+ in Francia. La serie vede protagonisti gli attori Stephen Dillane e Clémence Poésy rispettivamente nei panni dei detective Karl Roebuck, inglese, ed Elise Wassermann, francese, alle prese con le indagini per identificare un serial killer macchiatosi di un delitto tanto macabro quanto curioso: sono infatti stati ritrovati esattamente a metà del Tunnel della Manica la parte superiore del corpo di un politico francese e la parte inferiore del corpo di una prostituta inglese.
L'adattamento televisivo della serie originale è stato presentato come una collaborazione tra Sky e Canal+ nel gennaio del 2013. Lo sceneggiatore Ben Richards ha collaborato direttamente con Hans Rosenfeldt, ideatore della serie originale per stendere la sceneggiatura, la quale rappresenta il primo caso di bilinguismo in una serie inglese o francese. La serie è stata girata fra la regione inglese del Kent e il nord della Francia, con un budget intorno ai 15 milioni di sterline.

## Episodi
| Stagione         | Episodi | Prima TV UK | Prima TV Italia |
| ---------------- | ------- | ----------- | --------------- |
| Prima stagione   | 10      | 2013        | Inedita         |
| Seconda stagione | 8       | 2016        | Inedita         |
| Terza stagione   | 6       | 2017        | Inedita         |

## Personaggi e interpreti

### Personaggi principali
- Det. Chief Inspector Karl Roebuck interpretato da Stephen Dillane
- Capitano/Comandante Elise Wassermann interpretata da Clémence Poésy
- Laura Roebuck da Angel Coulby (Regolare: stagioni 1-2, Apparizione: stagione 3)
- Comandante Olivier Pujol interpretato da Thibault de Montalembert
- Tenente Phillipe Viot interpretato da Cédric Vieira
- Gaël interpretato da Thibaut Evrard (stagioni 1-2)
- Agente Julie interpretata da Fanny Leurent
- Det. Constable Boleslaw 'BB' Borowski interpretato da William Ash (stagioni 2–3)
- Tenente Louise Renard interpretata da Juliette Navis (stagioni 2–3)
- Eryka Klein interpretata da Laura de Boer (stagione 2)
- Madeleine Fournier interpretata da Marie Dompnier (stagione 2)
- Vanessa Hamilton interpretata da Emilia Fox (stagione 2)
- Robert Fournier interpretato da Johan Heldenbergh (stagione 2)
- Rosa Persaud interpretata da Hannah John-Kamen (stagione 2)
- Capo sovrintendente Mike Bowden interpretato da Stanley Townsend (stagione 2)
- Helena Carver interpretata da Christine Bottomley (stagione 3)
- Lilian Wright interpretata da Eileen Davies (stagione 3)[1]
- Wesley Pollinger interpretato da William Gaminara (stagione 3)
- Comandante Astor Chaput interpretato da Valentin Merlet (stagione 3)
- Capo sovrintendente Winnie Miles interpretata da Felicity Montagu (stagione 3)
- Lana Khasanović interpretata da Angeliki Papoulia (stagione 3)
- Kiki Stokes interpretata da Sharon Rooney (stagione 3)
- Anton Stokes interpretato da Brian Vernel (stagione 3)

### Personaggi secondari
- Det. Connestabile Chuks Akinade interpretato da Tobi Bakare (stagioni 1)
- Charlotte Joubert interpretata da Jeanne Balibar (stagioni 1)
- Tom Bateman as Danny Hillier (stagioni 1)
- Cécile Cabrillac interpretata da Sigrid Bouaziz (stagioni 1)
- Alain Joubert interpretato da Mathieu Carrière (stagioni 1)
- Veronica interpretata da Catalina Denis (stagioni 1)
- Jonno interpretato da Nigel Lindsay (stagioni 1)
- Adam Roebuck interpretato da Jack Lowden (stagioni 1)
- Stephen Beaumont interpretato da Joseph Mawle (stagioni 1)
- Suze Beaumont interpretata da Keeley Hawes (stagioni 1)
- John Sumner interpretato da James Frain (stagioni 1)
- Det. sovrintendente Andrea Kerrigan interpretata da Anastasia Hille (stagioni 1)
- Mathieu interpretato da Jean-Toussaint Bernard (stagioni 1)
- Thibaut Briand interpretato da Nicolas Wanczycki (stagioni 2)
- Stefan Cyzrko interpretato da Mish Boyko (stagioni 2)
- Vladka Horvath interpretata da Edyta Budnik (stagioni 2)
- Sonny Persaud interpretato da Clarke Peters (stagioni 2)
- Artem Baturin interpretato da Paul Schneider (stagioni 2)
- Neil Grey interpretato da Con O'Neill (stagioni 2)
- The Chemist interpretato da Jan Bijvoet (stagioni 2)
- Celeste interpretata da Angela Wynter (stagione 3)
- Maya Roebuck interpretata da India Amarteifio (stagione 3)
- Jacques Moreau interpretato da Wim Willaert (stagione 3)
- Lawrence Taylor interpretato da Tony Jayawardena (stagione 3)
- Richard Carver interpretato da Nicholas Burns (stagione 3)
- Jimmy Jones interpretato da Phil Zimmerman (stagione 3)